# Dendromurinae
Dendromurinae es una subfamilia de roedores pertenecientes a la familia Nesomyidae y superfamilia Muroidea.  Es originario del África subsahariana.

## Géneros
- Dendromus
- Dendroprionomys
- Malacothrix
- Megadendromus
- Prionomys
- Steatomys